# Pflugerville
Pflugerville város az USA Texas államában, Travis és Williamson megyében. Lakosainak száma 65 191 fő (2020. április 1.).

## Népesség
A település népességének változása:

| 2010 | 46 936 |
| 2020 | 65 191 |